# Breed Front
Breed Front (Spaans: Encuentro Progresista - Frente Amplio - Nueva Mayoria) is een coalitie van progressieve politieke partijen en organisaties in Uruguay. Ook christen-radicalen en Tupamaros maken er deel van uit.
De coalitie werd gevormd in 1971 om bij de presidentsverkiezingen van dat jaar de onafhankelijke kandidaat Líber Seregni te steunen. Tijdens de militaire dictatuur van 1976 tot 1984 was de partij verboden, maar in 1984, toen de democratie terugkeerde in het land, werd de partij weer legaal.
Vanaf 1996 werd het Breed Front geleid door Tabaré Vázquez, die verschillende malen meedeed aan de Uruguayaanse presidentsverkiezingen. Onder zijn leiding werd het Breed Front in 2004 voor het eerst de belangrijkste politieke alliantie van Uruguay. De coalitie won ook de verkiezingen in 2009 en 2014 en bleef in totaal vijftien jaar aan de macht. Gedurende die periode bekleedden Vázquez (2005-2010), José Mujica (2010-2015) en nogmaals Vázquez (2015-2020) het presidentschap van Uruguay.